# Psilonyx hsiai
Psilonyx hsiai är en tvåvingeart som beskrevs av Shi 1993. Psilonyx hsiai ingår i släktet Psilonyx och familjen rovflugor.
Artens utbredningsområde är Fujian (Kina). Inga underarter finns listade i Catalogue of Life.